# Antoine Biancamaria
Le capitaine Antoine Dominique Biancamaria, né le 23 janvier 1923 à Avignon dans le Vaucluse, mort le 11 février 1959 en Algérie, est un officier de l'infanterie coloniale française.

## Biographie

### Jeunesse et histoire
Antoine Dominique Biancamaria naît le 23 janvier 1923, à Avignon, dans le Vaucluse.
Son père était officier dans l'armée française durant la première et la deuxième guerre mondiale.
Enfant il est élève au lycée militaire de Billom dans le Puy-de-Dôme.
En 1943, Antoine Biancamaria s'engage dans l'infanterie coloniale pour combattre aux côtés de la France libre.
Après la guerre, il gravit les échelons dans l'armée. En 1946, il est engagé dans les opérations menées en Indochine, avant d'être blessé en 1948.
En 1957, il est affecté au 8e RPIMa.
Il est tué en opération à la tête de sa compagnie le 11 février 1959, en pleine guerre d'Algérie, d'une balle près du cœur. Il est déclaré mort pour la France.
Un chant a été écrit en son honneur : « Capitaine Biancamaria ».

## Décorations
- Officier de la Légion d'honneur le 21 juillet 1954[3] et déclaré « Mort pour la France »[5]
- Croix de guerre 1939-1945 (1 étoile)
- Croix de guerre des Théâtres d'opérations extérieurs (1 palme, 7 étoiles)
- Croix de la Valeur militaire (1 palme)
- Croix du combattant
- Médaille coloniale
- Médaille commémorative des opérations de sécurité et de maintien de l'ordre avec agrafe "Algérie"
- Médaille commémorative de la campagne d'Indochine
- Insigne des blessés militaires

## Hommages

### Promotion du capitaine Biancamaria

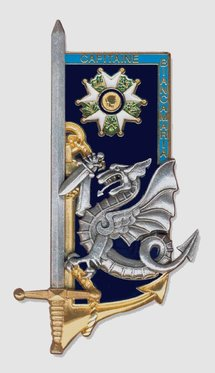
Insigne de la 41e promotion de l'EMIA - Capitaine Biancamaria

La 41e promotion de l'École militaire interarmes (2001-2003) porte son nom.
Le chant de cette promotion est intitulé Capitaine Biancamaria,.

### Autre
- Une rue porte son nom dans la ville de Vandœuvre[8].
- Du 22 mai au 14 octobre 2003, une exposition sur lui a eu lieu à St Cyr Coëtquidan[9].
- Son nom figure sur le monument aux morts de la ville de Villanova, en Corse[10].
- Il a défilé avec sa compagnie le 14 juillet 1958 à Paris[3].
- Son nom figure également sur la stèle commémorative de la guerre d'Algérie, à Ajaccio[11].